# Paracymbiomma doisirmaos
Espèce
Paracymbiomma doisirmaos est une espèce d'araignées aranéomorphes de la famille des Prodidomidae.

## Distribution
Cette espèce est endémique du Pernambouc au Brésil,. Elle se rencontre vers Recife.

## Description
Le mâle holotype mesure 2,3 mm.

## Systématique et taxinomie
Cette espèce a été décrit par Rodrigues, Cizauskas et Rheims en 2018.

## Étymologie
Son nom d'espèce lui a été donné en référence au lieu de sa découverte, Horto Dois Irmãos.

## Publication originale
- Rodrigues, Cizauskas & Rheims, 2018 : « Description of Paracymbiomma gen. nov., a new genus of prodidomid spiders from the Neotropical region (Araneae: Prodidomidae) including a new troglobite species. » Zootaxa, no 4514(3), p. 301-331.